# 1524 Joensuu
1524 Joensuu је астероид главног астероидног појаса. Приближан пречник астероида је 42,79 ,
а средња удаљеност астероида од Сунца износи 3,108 астрономских јединица (АЈ).
Инклинација (нагиб) орбите у односу на раван еклиптике је 12,705 степени, а орбитални период износи 2001,962 дана (5,481 година). Ексцентрицитет орбите астероида износи 0,121.
Апсолутна магнитуда астероида износи 10,80 а геометријски албедо 0,046.
Астероид је откривен 18. септембра 1939. године.